# Léon Bakst
Léon Nikolajevitj Bakst, egentligen Lev Rosenberg, född 10 maj 1866 i Grodno, Guvernementet Grodno, Kejsardömet Ryssland (numera i Belarus), död 28 december 1924 i Rueil-Malmaison, var en rysk målare och scenograf.
Bakst studerade vid konstakademin i Sankt Petersburg och Paris. Han tillhörde det år 1899 bildade sällskapet Mir iskusstva (Konstvärlden) tillsammans med Alexandre Benois, Ivan Bilibin, Mstislav Dobuzjinskij med flera. Han medverkade i sällskapets tidskrift, liksom i andra ryska tidskrifter som Zolotoje runo och Apollon. Bakst var fram till 1908 verksam i Sankt Petersburg och Moskva, då han flyttade till Paris. 1909 anslöt sig Bakst till Sergej Djagilevs Ballets Russes, för vilken han utformade dekoren för baletterna Cléopâtre (1909) och Schéhérazade (1910). Bakst förenade balettdräkter och scenografi till en visuell enhet.
Bakst gjorde även dekoren till Le Spectre de la rose (1911). I Paris utförde Bakst även på uppdrag av ryska staten en stor målning Amiral Avellans ankomst till Paris.
1922 återvände Bakst till Ryssland, men hans tid där blev inte långvarig.